# オスカル・プジョル
オスカル・プジョル・ムニョス（Óscar Pujol Muñoz、1983年10月16日 - ）は、スペイン・カタルーニャ州バルセロナ県タラサ出身の元自転車競技選手。

## 来歴
2008年、スペインのブルゴス・モニュメンタルでプロデビュー。地元スペインのワンデーレースを中心に活躍。
2009年、サーヴェロ・テストチームにスカウトされ移籍。
2010年、ブエルタ・ア・エスパーニャに出場し、総合66位で完走。
2011年、ベルギーのオメガファーマ・ロットに移籍。しかしオメガファーマ・ロットはシーズン終了後スポンサーが分裂し、オメガファーマがクイックステップのスポンサーになり、ロットはロット・ベリソルというチームを設立した。
2012年、オメガファーマ・ロット移籍時に2年間の契約を結んでいたものの分裂により無所属となってしまう。ウン・ヨンリとコンタクトを取り、イランのコアザドユニバーシティ・クロスチームとツール・ド・ランカウイ開催時にチームと面談し、4月に加入。
2013年、台湾のRTS・サンティックに移籍。しかし4月でチームを離脱し、6月にアイルランドのポリゴン・スィートナイスに移籍。
2014年、UAEの新チーム、スカイダイブ・ドバイに移籍。
2015年、日本のTeamUKYOに移籍。
2018年、ジャパンカップサイクルロードレースを最後に現役を引退。

## 主な成績
- 2006年
  - ブエルタ・ア・カンタブリア　総合2位
    - 区間優勝（第3）

  - ブエルタ・ア・サラマンカ　総合3位
    - 区間2勝（第1、4）

- 2007年
  - アイツォンド・クラシカ　優勝
  - ラスカオコ・プロバ　優勝
  - ブエルタ・シクリスタ・ア・ナバラ　区間優勝（第4）
  - サン・ペドロ・サリア　優勝
  - ビスカイコ・ビラ　区間優勝（第2）
  - グラン・プレミオ・マカリオ　2位
  - ドルレタコ・アマ・サリア　2位
  - ルート・ド・ラトランティーク　3位
  - プルエバ・ロイナス　3位

- 2008年
  - クラシカ・ア・ロス・プエルトス・デ・グアダラマ　7位

- 2012年
  - ツール・ド・シンカラ　総合優勝
    - 区間優勝（第3）
    - ポイント賞
    - 山岳賞

  - ツール・ド・イジェン　総合2位
  - ツアー・オブ・イラン　総合6位

- 2013年
  - ツール・ド・シンカラ　総合6位

- 2014年
  - ツール・ド・熊野　山岳賞
  - ツール・ド・シンカラ　総合8位
    - 区間優勝（第5）

- 2015年
  - Jプロツアー　石川ロードレース　優勝
  - Jプロツアー　伊吹山ドライブウェイヒルクライム　優勝
  - Jプロツアー　宮田高原ヒルクライム　優勝

- 2016年
  - ツアー・オブ・ジャパン　総合優勝
    - 区間優勝（第6）

  - ツール・ド・熊野　総合優勝
    - 区間優勝（第2）

  - 台湾KOMチャレンジ　優勝
  - Jプロツアー　輪島ロードレース　優勝
  - チャレンジサイクルロードレース大会　A-E　2位
  - Jプロツアー　前橋クリテリウム　2位
  - Jプロツアー　宮田高原ヒルクライム　2位
  - ジャパンカップサイクルロードレース　5位
  - Jプロツアー　南魚沼ロードレース　5位
  - Jプロツアー　伊吹山ドライブウェイヒルクライム　5位

- 2017年
  - ツアー・オブ・ジャパン　総合優勝
    - 区間優勝（第6）

  - ツール・ド・熊野　総合2位
  - 台湾KOMチャレンジ　2位
  - クラシカ・プリマベーラ　5位
  - ツアー・オブ・ハイナン　総合9位

### グランツール

#### ブエルタ・ア・エスパーニャ
- 2010年：総合66位